# Peter Hall (Bischof)
Albert Peter Hall (* 2. September 1930; † 27. Dezember 2013) war ein Priester der Church of England und von 1984 bis 1996 Suffraganbischof von Woolwich in der Diözese Southwark, Provinz Canterbury, England.

## Leben
Hall wurde 1509 gegründeten Queen Elizabeth Gymnasium in Blackburn erzogen und 1956 nach seinem Studium am 1511 gegründeten St. John’s College Cambridge ordiniert. Er war vor seinem Dienst als Bischof ab 1984 in Woolwich zunächst Vikar von St. Martin-in-the-Bull-Ring in Birmingham, dann nach dem Unabhängigkeitskrieg Rektor von Avondale, Harare, in Simbabwe, und von St. Martin-in-the-Bull-Ring. Nach 1996 diente er auch weiterhin als Ehrenbischof in Woolwich. Hall war ein begeisterter Bergsteiger, verheiratet und hatte zwei Zwillingssöhne.

## Wirken
Peter Hall fand zum christlichen Glauben im Sinne des Evangeliums für alle durch Bryan Stuart Westmacott Green (1901 – 1993), der in Cambridge missionierte und von 1948 bis 1969 die Gemeinde St. Martin-in-the-Bull-Ring im Stadtzentrum von Birmingham leitete, wo Hall dann als Vikar in der Jugendarbeit wirkte. Als Pfarrer in Avondale, der einzigen evangelischen Kirche im damaligen Südrhodesien, öffnete er die Kirche für Menschen jedweder Herkunft im Sinne des Evangeliums für alle und führte dann als Nachfolger von Green die Gemeinde St. Martin in-the-Bull-Ring im Stadtzentrum von Birmingham von 1970 bis 1984 mit der Leidenschaft seiner afrikanischen Erfahrungen nach außen hinein in das urbane, soziale und politische Umfeld.
Ab 1984 Suffraganbischof von Woolwich, dem Pfarrbezirk mit der größten Anzahl von Pfarreien der Diözese Southwark, unterstützte er mit leidenschaftlichem Einsatz die Gemeinden, die Priester und Laien in den isolierten, prekären Randlagen der Docklands. Von 1981 bis 2003 war er Vorstand des Evangelical Urban Training Project (Unlock) und unterstützte evangelische Christen in städtischen Missionen. Von 1990 bis 1996 leitete er die Erzbischöfliche Kommission für vorrangig städtische Gebiete zur Bewahrung des Erbes des Glaubens in der Stadt.